# まつもと日和
『まつもと日和』（まつもとびより）は、2023年に公開された日本の地域映画。有志による市民団体「まつもとフィルムコモンズ」が製作。監督は三好大輔。
キャッチコピーは「8mmフィルムがつなぐ過去・現在・未来」

## 概要
長野県松本市で撮影された昭和期の8ミリフィルムを募集し、提供者のインタビューや市民による音楽演奏や合唱、中学生が作ったアニメーションなどを交えて作った地域映画である。有志による市民団体「まつもとフィルムコモンズ」が製作し、多数の市民が映画づくりに参加。その取り組みが評価され、2024年1月に「第14回地域再生大賞優秀賞」を受賞している。
上映会における特徴は、「おしゃべり自由」。本作の製作目的は「地域映画の上映を通じて、世代を超えた市民が対話する場をつくり、地域コミュニティの再生を目指すこと」。そのため上映時の観客同士の会話も推奨され、上映後には監督と観客とのトークセッションが実施されることもある。

## 内容
市民から募集した1960年代半ばから1980年代にかけて松本市で撮影された8ミリフィルムをデジタル化した映像をもとに、提供者や家族のインタビューなども交え、地域住民と協働しながらまとめたドキュメント作品である。
提供者家族の公私の記録（子どもの成長、祭、運動会、結婚式等）に加え、松本市内の過去の情景（松本城の遊園地、井上百貨店、松本電気鉄道浅間線（路面電車）、駅前商店街、六九、映画館、美鈴湖でのスケート等）が収められている。
また、1959年の女鳥羽川の氾濫被害や、出征兵士とその家族といった過去の映像に加え、現代に撮影された各種回想（高齢者による戦争中の記憶や、池田六之助の「近代化は失敗だった」という発言を伝えるその友人）、本作のためにアニメーションを制作した中学生といった内容も含まれている。
『ゴジラ-1.0』の監督で松本市出身の山崎貴は、中学時代に8ミリフィルムによるSF映画『GLORY』を制作したが40年以上も所在がわからなくなっていた。『まつもと日和』の制作過程で、その幻のフィルムを発見 、その一部が本作中に登場する。

## 製作

### 製作母体
市民団体「まつもとフィルムコモンズ」。松本市で撮影された8ミリフィルムを市民から収集し、それをもとに「松本の地域映画」を製作する。「地域映画」とは、三好大輔が提唱する地産地消の市民参加型プロジェクトである。
地域映画の上映会や座談会を通して、世代や背景の異なる人々がお互いの言葉に耳を傾け、自由に語り合う場、という意味の共有地（コモンズ）づくりに向け、10代から80代まで30名以上の松本市民が参加している。

### 製作前史
日本各地で地域映画を制作していた三好が、2011年の東日本大震災後、東京都から長野県に移住。安曇野市市制施行10周年記念の市民協働企画として『よみがえる安曇野１』(2016年)、『よみがえる安曇野2』(2018年)を制作した。2020年から松本市に拠点を移し、2022年2月20日より地域映画の上映会と座談会を一緒に行う不定期イベント「8mm映写室」を始める。
「8mm映写室」の参加者の間で「松本でも地域映画を作ろう」という機運が高まり、2022年6月に「まつもとフィルムコモンズ」が発足し、当初は13名のメンバーが参加した。松本市内で撮影した8ミリフィルムの募集を市民に呼びかける。

### 製作から完成まで
松本での地域映画製作は、信州アーツカウンシル（長野県芸術振興事業団）の助成事業として採択される。助成金は事業費の1/2以内を上限とするため、残りの製作費はクラウドファンディングで募集した。2022年8月31日、314名の支援者から目標金額300万円を超える430万円の支援を募ることに成功する。
市民からは計345本の8ミリフィルムが提供された。これをフルハイビジョンのデジタルデータに変換して編集し、一本の映画に作り上げた。20時間を超える映像のデジタル化や別途撮影されたインタビューの編集は、監督の指導のもとで信州大学の学生が担当した。映画音楽の演奏や合唱は、松本市在住の音楽デュオ「3日満月」をはじめ、市内の中学生、大学生、社会人らが参加。「ホームムービーの日」に参加した観客の語りも映画の一部として取り込み、過去・現在・未来を紡ぐ内容になっている。エンディングに使用されたロトスコープアニメーションは、市内の中学校の美術部が制作した。
2023年2月25日・26日に松本市中央公民館Mウィングにて完成上映会を開催した。市内外から1000名近くの観客が集まる。

## スタッフ
- 監督：三好大輔
- 音楽：3日満月（権頭真由／佐藤公哉）
- 製作：まつもとフィルムコモンズ
- 支援：信州アーツカウンシル（一般財団法人長野県文化振興事業団）
- 後援：松本市教育委員会 令和5年度文化庁芸術創造拠点形成事業[28]

## 上映
信毎メディアガーデン、まつもと市民芸術館などの大型ホール、上土劇場や上田映劇などの劇場、市内外の公民館やレストラン、長野県庁舎や松本市役所などで、50回を超える上映会が行われている。
東京ドキュメンタリー映画祭2023では、国内外70の応募作品の中から長編コンペティション部門に選出される。2023年12月13日・18日の２日間、“まちの記録をつむぐ”というテーマで短編作品『KUMU 日々を組む』とともに上映された。
本作は要望に応じて自主上映会を開催可能となっている。

## 配信
2023年5月26日より動画共有サイト「Vimeo」にて有料配信を行なっている。上映会に訪れた人々の「もう一度観たい」「何度もリピートしたい」「離れて住んでいる家族にも見せてあげたい」「ソフト化や配信もしてほしい」「2作目の映画も作ってほしい」などの声に応えたという。

## 評価・反響
映画監督の山崎貴は「本来であれば失われる映像が、時間を乗り越えたことで力を得たと感じる。個別の家族の思い出がまるで自分のことのように思えた」と述べ、「個人の記録として残した8ミリフィルムが、時を経て復活して、今度は皆の思い出になる。まるで発掘された宝物のよう」と評価している。
映画監督の是枝裕和は「いつか失われてしまう８ミリフィルムを発掘し、再生し、記憶として共有する。それはきっと、地域社会の財産として 街を 人を 豊かに繋いでゆくはずです。この素晴らしい取り組みを心から応援しています」とコメントしている。
文筆家の大石始は、自らのnoteにおいて、「この映画では劇中、さまざまな世代がフィルムを共に鑑賞する場面が出てくる。子供や若者は現在とは異なる松本の風景に驚き、老人たちは懐かしむ。現代に生きる人々がそうやって語り合うことにより、地域の物語が繋ぎ直されていくのだ」と記している。
信州大学人文学部教授の金井直は、この活動について「単なる記録収集や、抽象的な文化の保護ではありません。むしろ人が現在・過去・未来の、ほかの誰かの存在につながり、応えながら生きていることの証を私たちに授けてくれる大切な実践です」と評している。
南インド古典舞踊家の横田ゆうわは「ただ懐かしいだけでなく、個人の小さな物語が“公の記録”として残り、未来につなげていく地域映画の存在を知りました」と綴り、「“まぎれもなく愛に満ちた家族のまなざし”による映像を、複雑な事情を抱えるゆえ見たくない、あるいは見ることができないという私の友人の“思い”をも超える、そんな力がこの映像にはあると私は信じています」と記している。
地域再生大賞の選考委員である藤波匠は「資料的価値も高い取り組みで、本来公共がやるべきなのかもしれないが、動きの遅い行政の動きを待っていては散逸する映像も多いはず。民間が積極的にかかわっていくことは素晴らしい」と評価している。
松本市長の臥雲義尚は、2023年2月25日・26日に行われた完成上映会を訪れ「松本市のすべての子ども達や市民のみなさんに見て欲しい」と発言した。
長野県知事の阿部守一は「アートやスポーツの力で、社会の『分断』を『融合』に変えたい。みんなが豊かな気持ちになるためにアートの力を生かしたい」と述べ、活動支援も兼ねた県庁での『まつもと日和』の上映会開催を検討すると発言。2023年9月13日には、長野県庁にて「県庁夜大学　長野県×信州アーツカウンシル共同企画 地域映画『まつもと日和』から考える協働・共創の可能性」と題する上映会を実施している。

## 受賞
まつもとフィルムコモンズは、地域映画『まつもと日和』の取り組みを評価され、地域再生大賞の長野県代表に選出され、第14回地域再生大賞優秀賞を受賞した。